# Колонија Трансвал
Колонија Трансвал (енгл. Colony of Transvaal, афр. Kolonie van Transvaal) или Трансвалска колонија (енгл. Transvaal Colony, афр. Transvaalkolonie), била је некадашња британска колонија на североистоку Јужне Африке која је постојала у два наврата од 1877. до 1881, те након анексије 1902. након британске победе у Другом бурском рату све до 31. маја 1910. кад је укључена у Јужноафричку Унију као покрајина Трансвал. 
Данас је територија те бивше колоније подељена на три јужноафричке покрајине: Гаутенг, Лимпопо и Мпумаланга.

## Историја
Историја и настанак колоније Трансвал уско је везана уз бурску Јужноафричку Републику Трансвал.
Она је настала након што је после Наполеонских ратова дотадашња холандска колонија постала британска колонија Рт добре наде 1806. године. Иако су на први поглед Бури прихватили нову колонијалну управу, они су убрзо постали незадовољни због британске либералне политике, нарочито због односа према ослобођеним робовима. Због тога је од 1835. до 1843. око 12.000 Бура званих Фортрекери (пионири), напустило колонију Рт добре наде и кренуло на Велику сеобу (афр. Groot Trek) према руралним пространствима на јужноафричком Хајвелду (Трансвал) и јужном Наталу. Ти насељеници су ускоро основали неколико својих малих држава.
Британија је признала бурским Фортрекерима (пионирима) право на независност након Мировних преговора одржаних на обалама Пешчане реке 1852. године. Бури су обећали да ће укинути ропство по својим државама, а Британија да се одриче територијалних претензија северно од ријеке Вал. 
Због политичких подела међу Бурима, све до 1856. постојало је неколико малих бурских државица у лабавом савезу. Тада је након упорних политичких борби и трвења основана јединствена бурска Јужноафричка Република Трансвал 1957. године на подручју омеђеном рекама Вал, Харц и Лимпопо.
Након открића злата и дијаманата у Трансвалу дуж реке Вал 1868—1874., нарасли су британски апетити према дотад за њих неинтересантном подручју и отпочела је политичко-дипломатска борба за то подручје. Британија је тврдила да им на основу права на колонију Рт добре наде припада и сва Јужна Африка, то јест да све земље на том оземљу припадају под суверенитет британског монарха. Бури су бранили своје право на независност тада револуционарним и не баш прихваћеним идејама америчке и француске револуције о праву народа на саомопредељење. Након силних трвења, Велика Британија је 1877. анектирала Јужноафричку Републику Трансвал. Британска власт од самог почетка наишла је на велики отпор Бура, који су се ипак надали да ће им британска влада премијера Вилијама Гледстона признати право на неки облик независности, у оквиру некакве будуће конфедерације и дозволити самоуправу. Кад је у децембру 1880. постало јасно да од тога неће бити ништа и да Британија иде на отворену анексију Трансвала, Бури су прогласили своју републику потпуно независном, и презели власт у Трансвалу.
То је довело до Првог бурског рата, који је завршио победом Бура након битке код брда Маџуба 1881. након које су Британци поновно признали независност бурске републике Трансвал. Раздобље мира није дуго потрајало. Британци су поновно показали интерес да завладају над Трансвалом након открића великих резерви злата у Витватерсранду (околица Јоханезбурга) 1886. године. Прво је тадашњи премијер колоније Рт добре наде Сесил Роудс покушао да испровокује побуну у Трансвалу преко Џејмсонове буне у децембру 1895. уз помоћ полицајаца из Родезије и Бечуаналенда и британских грађана на раду у Трансваалу званих уитлендерс, која је неславно завршила, тако да је на крају морао да поднесе оставку. Неуспех Роудса да присвоји Трансвал није значио да су остали британски моћници престали бити заинтересовани за огромне количине злата у Трансвалу. Невил Чемберлен и Алфред Милнер јасно су исказали намере за анексијом бурских република Трансвал и Слободна Држава Орање у Британско царство милом или силом. Након неуспеле Мировне конференције одржане у Блумфонтејну у мају и јуну 1899. између британског високог комесара за Јужну Африку Алфреда Милнера и председника Трансвала Пола Кругера избио је Други бурски рат 11. октобра 1899. године.
Тај рат завршио је поразом Бура, који су након потписивања Мировног споразума из Витватерсранда 31. маја 1902. изгубили државу, која је постала део Британског царства као колонија Трансвал.

### Крај коллоније Трансвал
Британија је вратила унутрашњу аутономију Трансвалу 1906, следеће 1907. одржани су избори за колонијалну владу, на којима је победио један од највећих бурских команданата, Луис Бота. Колонија није дуго постојала, јер је 1910. ушла у састав новоснованог британског доминиона Јужноафричка Унија, као једна од њезине четири покрајине под именом покрајина Трансвал.